# Brian Vandenbussche
Brian Vandenbussche (* 24. září 1981, Blankenberge, Belgie) je belgický fotbalový brankář a bývalý reprezentant, který hraje v klubu KAA Gent. Mimo Belgii hrál na klubové úrovni v Nizozemsku.

## Klubová kariéra
Brian Vandenbussche působil v Belgii v klubu Club Brugge. Poté odešel do Nizozemska, kde hrál v letech 2002–2004 za Spartu Rotterdam a následně od léta 2004 za SC Heerenveen. S Heerenveenem získal v sezóně 2008/09 nizozemský fotbalový pohár.
V létě 2014 přestoupil do belgického klubu KAA Gent, s nímž v sezóně 2014/15 získal ligový titul, první v historii klubu.

## Reprezentační kariéra
V A-mužstvu Belgie debutoval 20. května 2006 v utkání proti národnímu týmu Slovenska, odchytal 28 minut zápasu, který skončil remízou 1:1. Poté odchytal 27 minut v utkání 7. února 2007 proti České republice (porážka 0:2) a třetí a poslední střetnutí absolvoval (tentokrát kompletní) 21. listopadu 2007 proti Ázerbájdžánu (výhra 1:0).